# Filipijnen op de Olympische Zomerspelen 2000
Tijdens de Olympische Zomerspelen van 2000 in Atlanta namen 20 Filipijnse sporters deel in 9 verschillende sporten. Er werden geen medailles gehaald. 

## Resultaten per onderdeel

### Atletiek
| Olympiër               | Discipline             | Resultaat | Prestatie                |
| ---------------------- | ---------------------- | --------- | ------------------------ |
| Eduardo Buenavista     | 3000m steeplechase (m) | 37e       | serie 3: 14de in 9.13,71 |
|                        |                        |           |                          |
| Lerma Elmira Bulauitan | 100m (v)               | 59e       | serie 3: 5de in 12,08    |

### Boksen
| Olympiër        | Discipline | Resultaat | Prestatie                                                                                     |
| --------------- | ---------- | --------- | --------------------------------------------------------------------------------------------- |
| Danilo Lerio    | -48kg (m)  | 9e        | 1ste ronde: V van ESP Lozano: 17-25                                                           |
| Arlan Lerio     | -51kg (m)  | 9e        | 1ste ronde: W van UGA Asiku: scheidsrechterlijke beslissing 2de ronde: V van POL Rzany: 18-18 |
| Larry Semillano | -60kg (m)  | 17e       | 1ste ronde: V van UKR Kotelnik: scheidsrechterlijke beslissing                                |
| Romeo Brin      | -60kg (m)  | 17e       | 1ste ronde: V van BLR Bykovsky: 5-8                                                           |

### Boogschieten
| Olympiër      | Discipline      | Resultaat | Prestatie                                                                        |
| ------------- | --------------- | --------- | -------------------------------------------------------------------------------- |
| Jennifer Chan | individueel (v) | 33e       | plaatsingsronde: 52ste met 613 punten 1ste ronde: V van TUR Altinkaynak: 143-160 |

### Paardensport
| Olympiër       | Discipline     | Resultaat      | Prestatie                                 |
| Springconcours | Springconcours | Springconcours | Springconcours                            |
| -------------- | -------------- | -------------- | ----------------------------------------- |
| Toni Leviste   | individueel    | 61e            | kwalificatie: 61ste met 55,50 strafpunten |

### Roeien
| Olympiër           | Discipline | Resultaat | Prestatie |
| ------------------ | ---------- | --------- | --- |
| Benjamin Tolentino | skiff (m)  | 18e       | serie 2: 5de in 7.29,86 herkansingen: 4de in 7.29,03 halve finale C/D: 4de in 7.29,86 finale D: 1ste in 7.22,31 |

### Schietsport
| Olympiër            | Discipline          | Resultaat | Prestatie                                        |
| ------------------- | ------------------- | --------- | ------------------------------------------------ |
| Rasheya Jasmin Luis | 10m luchtgeweer (v) | 44e       | kwalificatie: 44ste met 384 punten (92-98-96-98) |

### Schoonspringen
| Olympiër         | Discipline   | Resultaat | Prestatie                          |
| ---------------- | ------------ | --------- | ---------------------------------- |
| Zardo Domenios   | 3m plank (m) | 44e       | voorronde: 44ste met 300,42 punten |
|                  |              |           |                                    |
| Sheila Mae Perez | 3m plank (v) | 32e       | voorronde: 32ste met 223,65 punten |

### Taekwondo
| Olympiër          | Discipline | Resultaat | Prestatie                                                                                              |
| ----------------- | ---------- | --------- | --- |
| Roberto Cruz      | -58kg (m)  | 8e        | 1ste ronde: W van GUA Sagastume: 4-(-1) kwartfinale: V van ARG Taraburelli: 5-7                        |
| Ronnie Padilla    | -80kg (m)  | 11e       | 1ste ronde: V van SWE Livaja: 4-4                                                                      |
|                   |            |           | |
| Eva Marie Ditan   | -49kg (m)  | 8e        | 1ste ronde: V van TUR Güvenc: 1-6                                                                      |
| Jennifer Strachan | -57kg (m)  | 5e        | 1ste ronde: V van VIE Ngan: 3-8 herkansingen: W van TRI Sankar: 5-5 herkansingen: V van TUR Tosun: 3-9 |

### Zwemmen
| Olympiër            | Discipline           | Resultaat | Prestatie                      |
| ------------------- | -------------------- | --------- | ------------------------------ |
| Miguel Mendoza      | 400m vrije slag (m)  | 36e       | serie 2: 5de in 4.00,66 (NR)   |
| Juan Carlos Piccio  | 1500m vrije slag (m) | 34e       | serie 2: 1ste in 15.51,57 (NR) |
| Juan Carlos Piccio  | 400m wisselslag (m)  | 37e       | serie 2: 4de in 4.30,17        |
|                     |                      |           |                                |
| Marie-Lizza Danila  | 100m rugslag (v)     | 35e       | serie 1: 1ste in 1.06,48       |
| Jenny Rose Guerrero | 100m schoolslag (v)  | 35e       | serie 3: 8ste in 1.15,14       |
| Jenny Rose Guerrero | 200m schoolslag (v)  | 31e       | serie 1: 2de in 2.38,10        |

Albanië · Algerije · Amerikaanse Maagdeneilanden · Amerikaans-Samoa · Andorra · Angola · Antigua en Barbuda · Argentinië · Armenië · Aruba · Australië · Azerbeidzjan · Bahama's · Bahrein · Bangladesh · Barbados · België · Belize · Benin · Bermuda · Bhutan · Bolivia · Bosnië en Herzegovina · Botswana · Brazilië · Britse Maagdeneilanden · Brunei · Bulgarije · Burkina Faso · Burundi · Cambodja · Canada · Centraal-Afrikaanse Republiek · Chili · China · Chinees Taipei · Colombia · Comoren · Congo-Brazzaville · Congo-Kinshasa · Cookeilanden · Costa Rica · Cuba · Cyprus · Denemarken · Djibouti · Dominica · Dominicaanse Republiek · Duitsland · Ecuador · Egypte · El Salvador · Equatoriaal-Guinea · Eritrea · Estland · Ethiopië · Fiji · Filipijnen · Finland · Frankrijk · Gabon · Gambia · Georgië · Ghana · Grenada · Griekenland · Groot-Brittannië · Guam · Guatemala · Guinee · Guinee‑Bissau · Guyana · Haïti · Honduras · Hongarije · Hongkong · Ierland · IJsland · India · Indonesië · Irak · Iran · Israël · Italië · Ivoorkust · Jamaica · Japan · Jemen · Joegoslavië · Jordanië · Kaaimaneilanden · Kaapverdië · Kameroen · Kazachstan · Kenia · Kirgizië · Koeweit · Kroatië · Laos · Lesotho · Letland · Libanon · Liberia · Libië · Liechtenstein · Litouwen · Luxemburg · Macedonië · Madagaskar · Malawi · Malediven · Maleisië · Mali · Malta · Marokko · Mauritanië · Mauritius · Mexico · Micronesië · Moldavië · Monaco · Mongolië · Mozambique · Myanmar · Namibië · Nauru · Nederland · Nederlandse Antillen · Nepal · Nicaragua · Nieuw-Zeeland · Niger · Nigeria · Noord-Korea · Noorwegen · Oeganda · Oekraïne · Oezbekistan · Oman · Oostenrijk · Pakistan · Palau · Palestina · Panama · Papoea-Nieuw-Guinea · Paraguay · Peru · Polen · Portugal · Puerto Rico · Qatar · Roemenië · Rusland · Rwanda · Saint Kitts en Nevis · Saint Lucia · Saint Vincent en Grenadines · Salomonseilanden · Samoa · San Marino ·  Sao Tomé en Principe · Saoedi-Arabië · Senegal · Seychellen · Sierra Leone · Singapore · Slovenië · Slowakije · Soedan · Somalië · Spanje · Sri Lanka · Suriname · Swaziland · Syrië · Tadzjikistan · Tanzania · Thailand · Togo · Tonga · Trinidad en Tobago · Tsjaad · Tsjechië · Tunesië · Turkije · Turkmenistan · Uruguay · Vanuatu · Venezuela · Verenigde Arabische Emiraten · Verenigde Staten · Vietnam · Wit-Rusland · Zambia · Zimbabwe · Zuid-Afrika · Zuid-Korea · Zweden · Zwitserland · Individuele olympische atleten